# Szymbark (Iława)

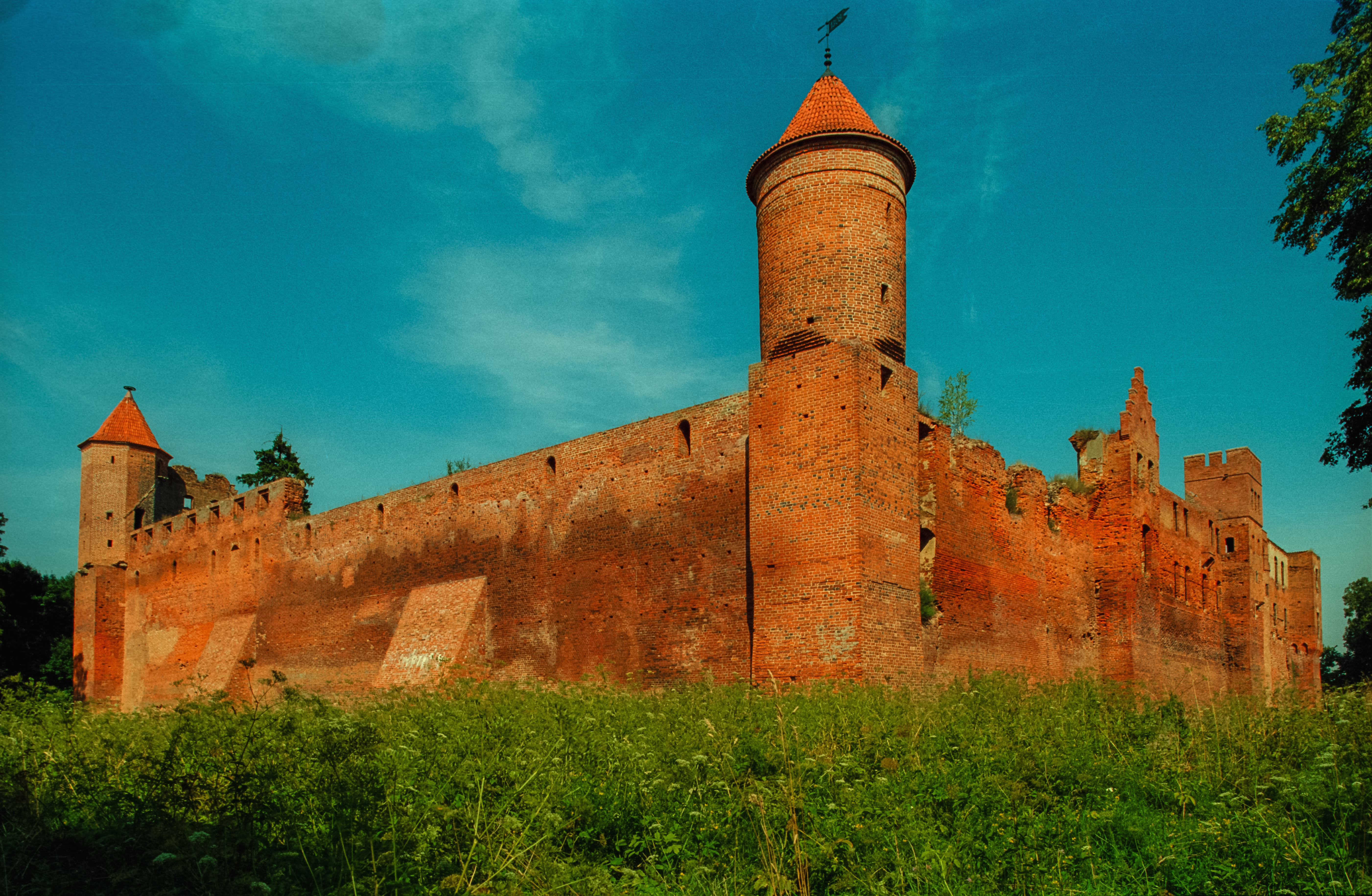
Burg Schönberg

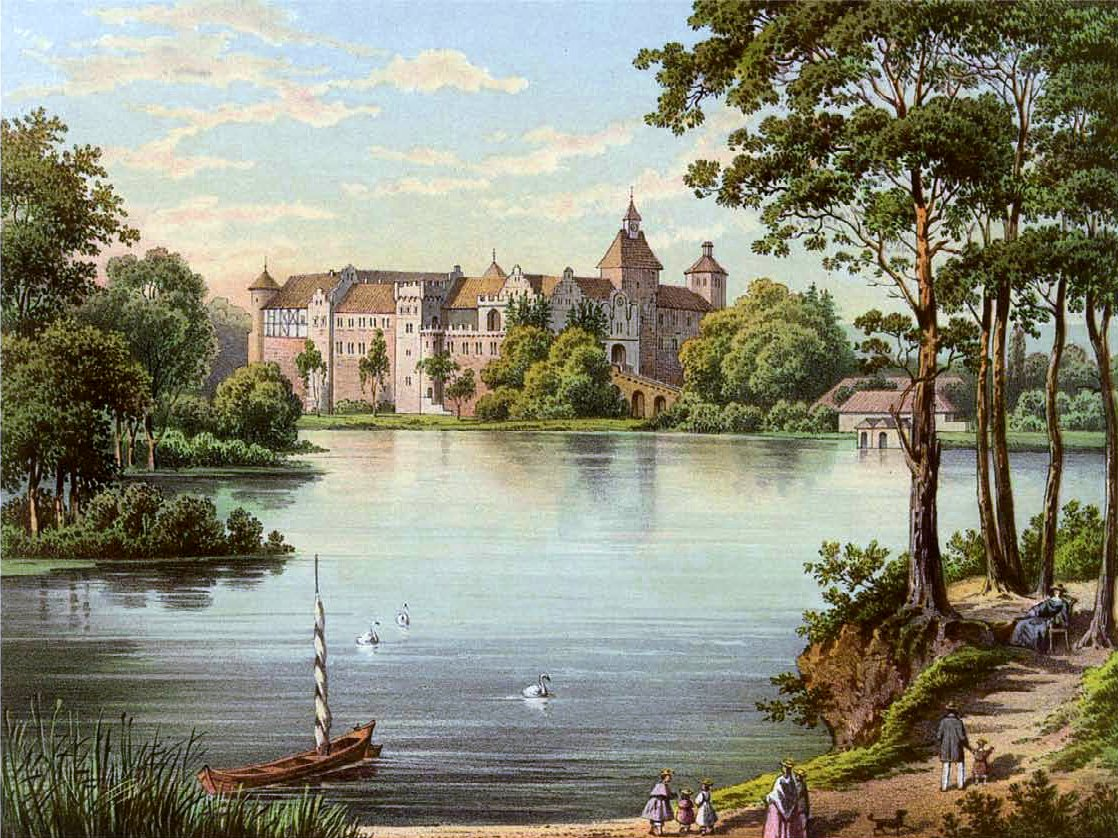
Schloss Schönberg um 1860, Sammlung Alexander Duncker

Szymbark (deutsch Schönberg) ist ein Dorf der Landgemeinde Iława (Deutsch Eylau) im Powiat Iławski in der polnischen Woiwodschaft Ermland-Masuren. 

## Geographische Lage
Das Dorf liegt im ehemaligen Westpreußen, acht Kilometer nordwestlich von Iława (Deutsch Eylau) am Jezioro Szymbarskie (Haussee).

## Geschichte
Das Dorf wurde erstmals im Jahr 1378 erwähnt. Es gehörte dem Domkapitel von Marienwerder. Nach der Reformation in Preußen 1525 ging das Amt Schönberg in weltlichen Besitz über und wurde nach einigen Besitzerwechseln 1699 vom kurfürstlichen Kammerherrn Ernst Graf Finck von Finckenstein, genannt der „reiche Schäfer“, samt den Schönberger Gütern von etwa 9000 Hektar erworben. Schönberg blieb im finckensteinschen Familienbesitz (Fideikommiss) bis 1945.
Aufgrund der Bestimmungen des Versailler Vertrags stimmte die Bevölkerung im Abstimmungsgebiet Marienwerder, zu dem Schönberg gehörte, am 11. Juli 1920 über die weitere staatliche Zugehörigkeit zu Ostpreußen (und damit zu Deutschland) oder den Anschluss an Polen ab. In Schönberg stimmten 591 Einwohner für den Verbleib bei Ostpreußen, auf Polen entfielen drei Stimmen.
Gegen Ende des Zweiten Weltkriegs wurde die Region im Frühjahr 1945 von der Roten Armee besetzt. Nach Kriegsende wurde Schönberg unter der Ortsbezeichnung Szymbark im Sommer 1945 gemäß dem Potsdamer Abkommen zusammen mit der südlichen Hälfte Ostpreußens zum Bestandteil der Volksrepublik Polen. Soweit die Dorfbewohner nicht geflohen waren, wurden sie in der Folgezeit aus Schönberg vertrieben.

## Söhne und Töchter
- Konrad Finck von Finckenstein (1860–1916), Mitglied des Preußischen Herrenhauses
- Kunz Finck von Finckenstein (1889–1932), Rittergutsbesitzer und Parlamentarier
- Ottfried Graf von Finckenstein (1901–1987), Schriftsteller